# Сельское хозяйство Германии
Сельское хозяйство Германии — отрасль экономики Германии. Страна обладает высокопроизводительным сельским хозяйством, под которое используются большие территории страны. 
По объёму сельскохозяйственного производства зерна и продукции животноводства Германия уступает лишь Франции, а по производству молока занимает первое место в рамках ЕС. 
В агропромышленном комплексе сельское хозяйство играет подчинённую роль.
Эффективность сельскохозяйственного производства в Германии существенно выше среднего уровня по ЕС; вместе с тем, ФРГ отстает по средней урожайности кукурузы и сахарной свёклы.
При этом, в сельском хозяйстве заняты лишь 1—2 % от общего числа работоспособного населения. Высокая производительность труда достигается за счёт механизации, применения современных агропромышленных технологий. Традиционный характер немецкого сельского хозяйства существенно изменил технологический прогресс. Сегодня ценятся больше так называемые лёгкие почвы, ввиду их пригодности к машинной обработке, с использованием искусственных удобрений; например, кукуруза теперь широко возделывается и на Северогерманской низменности, где она вытесняет картофель.
Сельское хозяйство в основном базируется на мелком семейном фермерстве. Значительная часть занятых на мелких фермах представлена сезонными рабочими и другими категориями временно занятых работников, имеющими основной источник дохода в иных секторах хозяйства.
В период 1994—1997 гг. доля земельных участков сельскохозяйственных предприятий, превышающих 50 га, возросла с 11,9 до 14,3 %. 
Более крупные по размерам хозяйства располагаются в основном в Шлезвиг-Гольштейне и на востоке Нижней Саксонии. Небольшие фермы преобладают в Центральной и Южной Германии. 
Одновременно произошло резкое сокращение числа занятых в сельском хозяйстве, с 24 % от общей численности самодеятельного населения в 1950 г. до 2,4 % в 1997 г.

## Животноводство
Около 70 % товарной продукции сельского хозяйства даёт животноводство.
Скотоводство даёт более 2/5 всей товарной продукции сельского хозяйства, причём основная часть приходится на молоко (около 1/4). 
Второе место занимает свиноводство. 
Самообеспеченность страны по молоку и говядине превышает 100 %, но по свинине менее 4/5.
Бройлерное производство,  производство яиц, телятины и говядины, а также свиноводство концентрируются в крупных животноводческих хозяйствах, размещение которых мало зависит от природных факторов.

### Скотоводство
Скотоводство — основная отрасль животноводства в Германии, оно даёт более 2/5 всей товарной продукции сельского хозяйства, причём основная часть приходится на молоко (около 1/4). 
Второе место по значению занимает свиноводство.
Скотоводство молочно-мясного направления наиболее характерно для хорошо увлажняемых приморских, альпийских и предальпийских районов, богатых лугами и пастбищами, а также для периферии городских агломераций. Из-за довольно холодной зимы распространено стойловое содержание скота. Свиноводство развито повсеместно, но особенно в районах, близких к портам ввоза импортных кормов, районам возделывания сахарной свёклы, картофеля и кормовых корнеплодов.
Забой скота осуществляется на 95 % на промышленных бойнях, переработка молока — на молокозаводах, входящих обычно в системы либо промышленных и промышленно-торговых концернов, либо принадлежащих на паях кооперативным объединениям самих сельских хозяев.

## Рыбоводство
см. Рыбоводство

## Растениеводство

### Зерновые культуры
Зерновые культуры: на Германию приходится несколько более 1/5 общего производства зерна в Европейском союзе, ржи — 3/4 сбора, овса — около 2/5, ячменя — более 1/4.
В районах с высоким естественным плодородием почв выращивается пшеница, ячмень, кукуруза и сахарная свёкла (с районами посевов пшеницы во многом совпадают ареалы возделывания сахарной свёклы). Более бедные почвы Северогерманской низменности и средневысотных гор традиционно используются под посевы ржи, овса, картофеля и естественные кормовые культуры.

### Кормовые культуры
Кормовых культур значительно больше, чем продовольственных, так как большое количество кормового зерна, особенно кукурузы, импортируется. Тем не менее, по данным Всемирного банка в 2012 году страна занимала седьмое место в мире по экспорту пшеницы (6,2 млн тонн).
Большое значение имеет выращивание кормовых корнеплодов (кормовой свёклы и др.), кукурузы на зелёный корм и силос, люцерны, клевера и других кормовых трав. Из масличных наибольшее значение имеет рапс, посевы которого более чем в 10 раз превышают посевы подсолнечника.
Из кормовых зерновых наиболее велико значение ячменя; некоторые сорта ярового ячменя выращиваются специально для использования при производстве пива, считающегося в Германии национальным напитком (потребление на душу населения — около 145 л в год). Крупнейший в мире ареал хмелеводства Халлертау расположен в Баварии.

### Овощеводство
Теплый климат речных долин, межгорных котловин и низменностей юго-западной Германии благоприятствует возделыванию таких культур, как табак и овощи; последние выращивают также в зоне приэльбских маршей ниже Гамбурга и в районе Шпревальда к югу от Берлина.

### Плодоводство
Фруктовые насаждения особенно характерны для горных склонов Южной Германии, низовьев Эльбы под Гамбургом, района Хафельских озёр около Потсдама и окрестностей Галле. Своими садами славятся долины Верхнего Рейна, Майна, Неккара и Нижней Эльбы.

### Виноградарство
Виноградарство превосходит, по товарной продукции, плодоводство и овощеводство, вместе взятые. Виноградники расположены в основном в долинах Рейна, Мозеля и других рек южной Германии, а также в долине Эльбы под Дрезденом.

## Государственное регулирование
В компетенцию государственных органов в области сельского хозяйства входит: решение вопросов по изменению аграрной структуры, кредитованию и финансированию сельского хозяйства, регулированию рынков сельскохозяйственной продукции. Правительство Германии оказывает финансовое содействие в сложном процессе адаптации и интеграции восточногерманского сельского хозяйства в Европейское сообщество. Помощь оказывается и в преобразовании бывших сельскохозяйственных кооперативов в конкурентоспособные фирмы, что уже приносит свои плоды: многие единоличные фирмы получили значительную прибыль, а в частности, за счёт крупных обрабатываемых площадей.
Кроме производства продуктов питания, сельское хозяйство в стране выполняет дополнительные задачи, значение которых постоянно возрастает. Это сохранение и защита природных основ жизни, охрана привлекательных ландшафтов для жилых районов, расселения, размещения экономики и проведения отдыха, поставка промышленности аграрных сырьевых материалов.